# Korpiahon laidun
Korpiahon laidun este o arie protejată (arie specială de conservare — SAC, sit de importanță comunitară — SCI) din Finlanda întinsă pe o suprafață de 3 ha, integral pe uscat.

## Localizare
Centrul sitului Korpiahon laidun este situat la coordonatele 61°05′25″N 28°45′03″E / 61.0903°N 28.7508°E.

## Înființare
Situl Korpiahon laidun a fost declarat sit de importanță comunitară în mai 2002 pentru a proteja un număr necunoscut de specii din flora spontană și fauna sălbatică aflate în arealul zonei. Situl a fost protejat și ca arie specială de conservare în aprilie 2015.

## Biodiversitate
Situată în ecoregiunea boreală, aria protejată conține 1 habitat natural: Pășuni din zone de pădure fino-scandinave.
La baza desemnării sitului se află un număr nedeclarat de specii protejate.
Pe lângă speciile protejate, pe teritoriul sitului au mai fost identificate 1 specie de plante.